# تپه ته کندوک کلاته سلیمان
تپه ته کندوک کلاته سلیمان مربوط به دوران پیش از تاریخ ایران باستان تا است و در شهرستان سربیشه، روستای کلاته سلیمان واقع شده و این اثر در تاریخ ۱۹ اسفند ۱۳۸۰ با شمارهٔ ثبت ۴۷۹۲ به‌عنوان یکی از آثار ملی ایران به ثبت رسیده است.